# Ligue Antilles 2018
Navigation
Édition précédente Édition suivante
La Ligue Antilles 2018, aussi connue sous le nom de Coupe Mutuelle Mare-Gaillard est la quinzième édition de l'ère moderne de cette compétition. Le vainqueur est sacré champion des Antilles-Guyane.

## Participants
Pour se qualifier à cette compétition, les clubs doivent terminer dans les quatre premières places de leurs championnats respectifs. Les clubs suivants sont qualifiés pour la compétition.
| Association | Club                            | Qualification                                    |
| ----------- | ------------------------------- | ------------------------------------------------ |
| Martinique  | Club franciscain                | Vainqueur du Championnat de Martinique 2016-2017 |
| Martinique  | Golden Lion de Saint-Joseph     | 2e du Championnat de Martinique 2016-2017        |
| Martinique  | Club Colonial de Fort-de-France | 3e du Championnat de Martinique 2016-2017        |
| Martinique  | Racing Club de Rivière-Pilote   | 4e du Championnat de Martinique 2016-2017        |
| Guadeloupe  | Unité Sainte-Rosienne           | Vainqueur du Championnat de Guadeloupe 2016-2017 |
| Guadeloupe  | La Gauloise de Basse-Terre      | 2e du Championnat de Guadeloupe 2016-2017        |
| Guadeloupe  | CS Moulien                      | 3e du Championnat de Guadeloupe 2016-2017        |
| Guadeloupe  | Amical Club de Marie-Galante    | 4e du Championnat de Guadeloupe 2016-2017        |
| Guyane      | US Matoury                      | Vainqueur du Championnat de Guyane 2016-2017     |
| Guyane      | ASC Remire                      | 2e du Championnat de Guyane 2016-2017            |
| Guyane      | ASC Le Geldar                   | 3e du Championnat de Guyane 2016-2017            |
| Guyane      | CSC Cayenne                     | 4e du Championnat de Guyane 2016-2017            |

## Résultats

### Martinique

#### Demi-finales
| 20 février 2018 | Club Colonial de Fort-de-France | 1 - 2 | Golden Lion de Saint-Joseph      | Stade Pierre-Aliker, Fort-de-France |  |
| 20:00 UTC−04:00 | Marvin Bellance                 |       | Fabrice Cafara · Kévin Parsemain |                                     |  |

| 21 février 2018 | Racing Club de Rivière-Pilote | 3 – 1 | Club franciscain | Stade Alfred-Marie-Jeanne, Rivière-Pilote |  |
| 20:00 UTC−04:00 | Grégory Pastel                |       | Patrick Percin   |                                           |  |

| 31 mars 2018 | Golden Lion de Saint-Joseph | 2 - 1 | Club Colonial de Fort-de-France | Stade Henri-Murano, Saint-Joseph |  |
|              |                             |       |                                 |                                  |  |

| 31 mars 2018 | Club franciscain | 1 - 0 | Racing Club de Rivière-Pilote | Stade Pierre-de-Lucy-de-Fossarieu, Le François |  |
|              |                  |       |                               |                                                |  |

### Guadeloupe

#### Demi-finales
|  | La Gauloise de Basse-Terre | 3 - 0 | CS Moulien |  |  |
|  |                            |       |            |  |  |

|  | Unité sainte rosienne | 0 – 0 | Amical Club de Marie-Galante |  |  |
|  |                       |       |                              |  |  |

|  | CS Moulien | 1 - 0 | La Gauloise de Basse-Terre |  |  |
|  |            |       |                            |  |  |

|  | Amical Club de Marie-Galante | 3 - 4 | Unité sainte rosienne |  |  |
|  |                              |       |                       |  |  |

#### Finale
| 31 mars 2018 | Unité sainte rosienne | 2 - 2 1 tab 3 | La Gauloise de Basse-Terre |  |  |
|              |                       |               |                            |  |  |

### Guyane

#### Demi-finales
Les clubs guyanais jouent les demi-finales sur un seul match les 27 et 28 mars 2018.
| 27 mars 2018 | ASC Remire | 0 - 2 | ASC Le Geldar |  |  |
|              |            |       |               |  |  |

| 28 mars 2018 | US Matoury | 2 – 1 | CSC Cayenne |  |  |
|              |            |       |             |  |  |

#### Finale
| 6 avril 2018 | US Matoury | 2 – 2 (3 tab 4) | ASC Le Geldar |  |  |
|              |            |                 |               |  |  |

### Phase interregionale

#### Demi-finales
- Stade En-Camée (Rivière-Pilote), le 06/05/2018 à 16 heures 
Geldar de Kourou (Guyane) - Gauloise de Basse-Terre (Guadeloupe) 1-0 
- Stade En-Camée, à 18 heures 
RC Rivière-Pilote (Martinique) - Golden Lion (Martinique) 1-2

#### Finale
| 8 mai 2018      | Golden Lion de Saint-Joseph                                                    | 6 – 1 | ASC Le Geldar | Stade Alfred-Marie-Jeanne, Rivière-Pilote |                           |
| 20:00 UTC−04:00 | Kévin Parsemain 2e 56e (pen.) 77e 89e · Thierry Catherine 11e · Lamasine 90+1e |       | 45+2e Charlot | Arbitrage : Ruddy Antoine                 | Arbitrage : Ruddy Antoine |
| 20:00 UTC−04:00 | Rapport                                                                        |       |               | Arbitrage : Ruddy Antoine                 | Arbitrage : Ruddy Antoine |